# 幸福 (1965年の映画)
『幸福』（しあわせ、仏語: Le Bonheur）は、アニエス・ヴァルダ監督による1965年公開のフランス映画である。ヌーヴェルヴァーグと関連づけられ、第15回ベルリン国際映画祭で銀熊賞を含む二つの賞を獲得した。

## ストーリー
叔父とともに建具屋として働く若くてハンサムなフランソワは、婦人服の仕立てをしているかわいい妻テレーズと結婚して、快活な二人の子供ピエロとジズーとともに快適で幸せな日々を送っている。家族は郊外の森に出かけることを楽しんでいる。あり余る幸せを感じ、妻と子供たちをこの上なく愛しているにもかかわらず、フランソワは郵便局で働く魅力的な独身の女性エミリーを好きになる。エミリーは一人暮らしで、テレーズととても良く似ている。フランソワはエミリーに対して妻と子供たちへの愛と幸せな生活を隠さず、エミリーはフランソワが部屋に来ることを受け入れる。
森にピクニックに来たある週末、テレーズは最近特に幸せそうに見えるのはなぜかをフランソワに尋ねる。フランソワは、今のテレーズと子供たちとの幸せは決して変わることは無いが、エミリーと見つけた新たな幸せがさらに増えたことを説明する。子供たちを木の下で寝かせた後、テレーズはフランソワに彼女を愛することを迫る。フランソワは行為のあと眠りに落ち、目が覚めるとテレーズがいなくなっていることに気づく。必死に探した後、フランソワは釣り人が湖から引き揚げたテレーズの亡骸と対面する。
親戚に子供たちの面倒を見てもらうために少し郊外で過ごした後、フランソワは仕事に戻りエミリーに会いに行く。すぐにエミリーはフランソワとともに暮らし始め、彼と子供たちの面倒を見るようになる。家族は皆とても幸せで郊外の森に行くことを楽しむ。フランソワは新しい妻と子供たちをこの上なく愛し、もう一度あり余る幸せを見つける。

## キャスト
| 役名         | 俳優                       | 日本語吹替                               |
| 役名         | 俳優                       | TBS版                                    |
| ------------ | -------------------------- | ---------------------------------------- |
| フランソワ   | ジャン＝クロード・ドルオー | 久富惟晴                                 |
| テレーズ     | クレール・ドルオー         | 谷育子                                   |
| エミリー     | マリー・フランス・ボワイエ | 高山真樹                                 |
| ピエロ       | オリヴィエ・ドルオー       | セリフなし                               |
| ジズー       | サンドリーヌ・ドルオー     | 桂玲子                                   |
| ポール       | ポール・ヴェキアリ         | 水鳥鉄夫                                 |
| オデニト     |                            | 石森達幸                                 |
| マドレーヌ   |                            | 秋元千賀子                               |
| ノワレ       |                            | 若本紀昭                                 |
| ブロン       |                            | 塩屋翼                                   |
| アデル       |                            | 木村令子                                 |
| メルシエ夫人 |                            | 沼波輝枝                                 |
| イベット     |                            | 芝田清子                                 |
| 子供(1)      |                            | 小山梓                                   |
| 子供(2)      |                            | 内海敏彦                                 |
| アナウンサー |                            | 平林尚三                                 |
|              |                            |                                          |
| 演出         | 演出                       | 斯波重治                                 |
| 翻訳         | 翻訳                       | 榎あきら                                 |
| 効果         | 効果                       | 南部光庸/大橋勝次                        |
| 調整         | 調整                       | 桑原邦男                                 |
| 制作         | 制作                       | オムニバスプロモーション                 |
| 解説         |                            |                                          |
| 初回放送     | 初回放送                   | 1976年2月14日 『土曜招待席』 14:30-16:00 |

## 受賞
- 1965年 ベルリン国際映画祭銀熊賞、審査員特別賞
- 1965年 ルイ・デリュック賞
- 1966年 キネマ旬報外国映画ベストテン第3位